# Pachetra extrema
Pachetra extrema là một loài bướm đêm trong họ Noctuidae.